# Mastino II della Scala
Mastino II della Scala (Verona, 1308 – Verona, 3 giugno 1351) è stato un condottiero italiano.

## Biografia
Mastino II, figlio di Alboino della Scala e di Beatrice da Correggio, era membro della dinastia scaligera, famiglia dominante nel panorama veronese del Trecento.
Alla morte di Cangrande I della Scala, Mastino II e suo fratello Alberto II governarono Verona, anche se in realtà il potere era di fatto nelle mani del primo. Nella prima parte del suo periodo di governo, abbandonata la politica pacifica del padre, prese parte alla decisiva battaglia di Palazzolo contro Giovanni I di Boemia nell'aprile 1332 e conquistò con la forza Brescia (1332), Parma (1335) e Lucca (1335). 
Il contrasto alla politica di espansione di Mastino II condusse alla creazione di una coalizione, la Lega antiscaligera (cui aderirono le potenze italiane di (Firenze, Siena, Bologna, Perugia e Venezia) che mosse guerra aperta contro Verona. Se quest'ultima resistette bene nel primo anno, successivamente dovette cedere, avendo dal 1336 in poi la Lega coinvolto anche Azzone Visconti Signore di Milano, gli Este, Signori di Ferrara, i Gonzaga, Signori di Mantova e lo Stato della Chiesa.
L'inimicizia con la signoria viscontea, rimonta a al 1332, quando Lodrisio Visconti, zio di Azzone, ordì una congiura per usurpare a quest'ultimo il titolo di Signore di Milano. Il complotto fallì, portando all'arresto di Lodrisio; questi, evaso dalle prigioni del Castello di Monza, chiese e trovò accoglienza presso Mastino II, il quale già allora vide in lui un potenziale alleato, capace di scardinate dall'interno il casato visconteo, suo potente nemico. Al principio del 1339 infatti Lodrisio, sostenuto da Mastino, radunato un esercito di ventura sotto la bandiera della Compagnia di San Giorgio, mosse contro Azzone, scontrandosi con le truppe milanesi il 21 febbraio  nella Parabiago. Lodrisio ne uscì definitivamente sconfitto, sfumando così per lo scaligero ogni velleità di indebolire dall'interno il dominio Visconteo.
Anche internamente a Verona Mastino II condusse una politica di violenza per garantirsi il controllo assoluto della Signoria: nel 1338 egli uccise, pugnalando in pubblico e di propria mano, il cugino Bartolomeo della Scala, vescovo di Verona, lasciando la carica vacante per ben cinque anni.
Mastino II, dopo altre sconfitte successive a Parabiago, circondato dalla Lega anti-veronese, non poté altro che chiedere trattative di pace, beneficiando della mediazione dell'imperatore Luigi IV di Baviera (1339). Il dominio scaligero fu ristretto a Verona e Vicenza, mentre i restanti territori furono spartiti tra i vincitori.
Mastino II morì a Verona nel 1351. La sua tomba si trova tuttora fra le arche scaligere.

## Discendenza
Mastino sposò nel 1328 Taddea, figlia di Jacopo I da Carrara, signore di Padova, dalla quale ebbe sette figli:
- Cangrande II (1332-1359), signore di Verona;
- Beatrice Regina (1333-1384), sposa di Bernabò Visconti;
- Verde (?-1394), sposò nel 1362 il marchese di Ferrara Niccolò II d'Este;
- Cansignorio (1340-1375), signore di Verona assieme al fratello Paolo Alboino;
- Paolo Alboino (1343-1375), signore di Verona assieme al fratello Cansignorio;
- Caterina;
- Altaluna.

Ebbe anche cinque figli naturali:
- Fregnano (1329-1354), uomo d'armi;
- Aimonte, religioso;
- Giovanni;
- Margherita;
- Pietro (?-1393), religioso, vescovo di Verona.

## Ascendenza
|                          |                       |                         | Genitori            |  |  | Nonni |  |  | Bisnonni             |  |  | Trisnonni |  |
|                          |                       |                         |                     |  |  |       |  |  | Jacopino della Scala |  |  | …         |  |
|                          |                       |                         |                     |  |  |       |  |  | Jacopino della Scala |  |  | …         |  |
|                          |                       | …                       |                     |  |  |       |  |  | Jacopino della Scala |  |  |           |  |
| Alberto I della Scala    |                       |                         |                     |  |  |       |  |  | Jacopino della Scala |  |  |           |  |
|                          |                       | Elisa Superbi           | …                   |  |  |       |  |  |                      |  |  |           |  |
|                          |                       | Elisa Superbi           | …                   |  |  |       |  |  |                      |  |  |           |  |
|                          |                       | Elisa Superbi           | …                   |  |  |       |  |  |                      |  |  |           |  |
| Alboino della Scala      |                       | Elisa Superbi           |                     |  |  |       |  |  |                      |  |  |           |  |
|                          |                       | …                       | …                   |  |  |       |  |  |                      |  |  |           |  |
|                          |                       | …                       | …                   |  |  |       |  |  |                      |  |  |           |  |
|                          |                       | …                       | …                   |  |  |       |  |  |                      |  |  |           |  |
| Verde di Salizzole       |                       | …                       |                     |  |  |       |  |  |                      |  |  |           |  |
|                          |                       | …                       | …                   |  |  |       |  |  |                      |  |  |           |  |
|                          |                       | …                       | …                   |  |  |       |  |  |                      |  |  |           |  |
|                          |                       | …                       | …                   |  |  |       |  |  |                      |  |  |           |  |
| Mastino II della Scala   |                       | …                       |                     |  |  |       |  |  |                      |  |  |           |  |
|                          | Guido II da Correggio | Gherardo V da Correggio |                     |  |  |       |  |  |                      |  |  |           |  |
|                          | Guido II da Correggio | Gherardo V da Correggio |                     |  |  |       |  |  |                      |  |  |           |  |
|                          | Guido II da Correggio | Adelasia Rossi          |                     |  |  |       |  |  |                      |  |  |           |  |
| Giberto III da Correggio | Guido II da Correggio |                         |                     |  |  |       |  |  |                      |  |  |           |  |
|                          |                       | Mabilia della Gente     | Giberto della Gente |  |  |       |  |  |                      |  |  |           |  |
|                          |                       | Mabilia della Gente     | Giberto della Gente |  |  |       |  |  |                      |  |  |           |  |
|                          |                       | Mabilia della Gente     | …                   |  |  |       |  |  |                      |  |  |           |  |
| Beatrice da Correggio    |                       | Mabilia della Gente     |                     |  |  |       |  |  |                      |  |  |           |  |
|                          |                       | Malaspina Mulazzo       | …                   |  |  |       |  |  |                      |  |  |           |  |
|                          |                       | Malaspina Mulazzo       | …                   |  |  |       |  |  |                      |  |  |           |  |
|                          |                       | Malaspina Mulazzo       | …                   |  |  |       |  |  |                      |  |  |           |  |
| Elena Malaspina          |                       | Malaspina Mulazzo       |                     |  |  |       |  |  |                      |  |  |           |  |
|                          |                       | …                       | …                   |  |  |       |  |  |                      |  |  |           |  |
|                          |                       | …                       | …                   |  |  |       |  |  |                      |  |  |           |  |
|                          |                       | …                       | …                   |  |  |       |  |  |                      |  |  |           |  |
|                          |                       | …                       |                     |  |  |       |  |  |                      |  |  |           |  |